# Ramkumar Ramanathan
Ramkumar Ramanathan, född 8 november 1994 i Chennai, är en indisk tennisspelare. Han har som högst varit rankad på 111:e plats på ATP-singelrankingen och på 92:a plats på dubbelrankingen. Ramanathan har vunnit två dubbeltitlar på ATP-touren.

## Karriär
Ramanathan började säsongen 2022 att tillsammans med Rohan Bopanna vinna herrdubbeln vid Adelaide International 1 över toppseedade Ivan Dodig och Marcelo Melo i finalen. Det var hans första dubbeltitel på ATP-touren. Följande månad vann de även dubbeltiteln vid Maharashtra Open efter att besegrat Luke Saville och John-Patrick Smith från Australien i finalen.

## ATP-finaler

### Singel: 1 (1 andraplats)
| Teckenförklaring       |
| ---------------------- |
| Grand Slam (0–0)       |
| ATP Finals (0–0)       |
| ATP Masters 1000 (0–0) |
| ATP 500 Series (0–0)   |
| ATP 250 Series (0–1)   |

| Finaler efter underlag |
| ---------------------- |
| Hard court (0–0)       |
| Grus (0–0)             |
| Gräs (0–1)             |

| Resultat | V–F | Datum     | Turnering                              | Kategori   | Underlag | Motståndare   | Resultat      |
| -------- | --- | --------- | -------------------------------------- | ---------- | -------- | ------------- | ------------- |
| Tvåa     | 0–1 | Juli 2018 | Hall of Fame Tennis Championships, USA | 250 Series | Gräs     | Steve Johnson | 5–7, 6–3, 2–6 |

### Dubbel: 2 (2 titlar)
| Teckenförklaring       |
| ---------------------- |
| Grand Slam (0–0)       |
| ATP Finals (0–0)       |
| ATP Masters 1000 (0–0) |
| ATP 500 Series (0–0)   |
| ATP 250 Series (2–0)   |

| Finaler efter underlag |
| ---------------------- |
| Hard court (2–0)       |
| Grus (0–0)             |
| Gräs (0–0)             |

| Resultat | V–F | Datum         | Turnering                          | Kategori   | Underlag   | Medspelare    | Motståndare                     | Resultat                |
| -------- | --- | ------------- | ---------------------------------- | ---------- | ---------- | ------------- | ------------------------------- | ----------------------- |
| Vinnare  | 1–0 | Januari 2022  | Adelaide International, Australien | 250 Series | Hard court | Rohan Bopanna | Ivan Dodig Marcelo Melo         | 7–6(8–6), 6–1           |
| Vinnare  | 2–0 | Februari 2022 | Maharashtra Open, Indien           | 250 Series | Hard court | Rohan Bopanna | Luke Saville John-Patrick Smith | 6–7(10–12), 6–3, [10–6] |